# Mark Grammens
Mark Grammens (Ronse, 25 april 1933 – Liedekerke, 24 juli 2017) was een Vlaams journalist en publicist. Hij was de zoon van taalactivist Flor Grammens.

## Biografie
Grammens studeerde rechten, diplomatie en volkenrecht te Leuven en verbleef nadien te Londen als correspondent voor de Vlaamse krant Het Volk en de Nederlandse krant Trouw. In januari 1962 werd hij politiek redacteur van De Vlaamse Linie, een uitgave van de jezuïeten. Na het stopzetten van dat weekblad richtte hij in 1964 het links-flamingantische weekblad De Nieuwe op. In september 1974 kwam daar het Tijdschrift voor Diplomatie bij, dat tot 1982 zou bestaan.  In 1980 had Grammens De Nieuwe al verlaten na een conflict. Het blad bleef nog enkele jaren bestaan met als nieuwe hoofdredacteur Piet de Moor, tot het in 1985 werd stopgezet. Grammens werkte daarna een tijdje mee aan 't Pallieterke. In 1988 startte hij met zijn eenmansblad Journaal, een veertiendaagse nieuwsbrief, die hij volledig in zijn eentje uitgaf. Het eerste nummer ervan verscheen op 5 mei 1988; 25 jaar later, op 25 april 2013, het laatste: nummer 651. Het blad had een doorlopende paginanummering tot aan de allerlaatste pagina met nummer 4976. 
Grammens had een aanzienlijk aandeel in belangrijke momenten van de Vlaamse Beweging, met name de periode van Leuven Vlaams en de afwijzing van het Egmontpact. Zijn invloed was eerder onrechtstreeks: met zijn diepgaande analyses in bladen met een kleine oplage oefende hij een grote invloed uit op de hoofdredacteuren van de grote Vlaamse kranten en zo op de publieke opinie. Begin jaren '80 gaf hij een pamflet uit: Gedaan met geven en toegeven, waarop Hugo Schiltz antwoordde met: Gedaan met treuren en zeuren. Volgens historicus Bruno De Wever bepaalde de oorlog en de repressie zijn denken en stond hij voor het prototype van de anti-Belgische flamingant. Op een viering kort voor zijn dood eiste Grammens dat een standbeeld voor de collaboratie zou worden opgericht. In het tijdschrift Knack rekende hij af met Bart De Wever als politicus van een partij die haar principes verloochende.

## Onderscheidingen
In 1978 werd Mark Grammens de Orde van de Vlaamse Leeuw toegekend. In 2008 ontving hij de Prijs voor de Vrijheid van Nova Civitas.

## Werken
- Het Britse Commonwealth (Verhandelingen der K.V.H.U. ; 463), 1959.
- Nikita Kroestsjev: de tweede revolutie (Humanitas-boekje ; 28) (Idolen en symbolen ; 7), 1960.
- Kwame Nkrumah, leider van Afrika (Humanitas-boekje ; 35) (Idolen en symbolen ; 12), 1961.
- Vijf voor twaalf. De internationale situatie, 1961.
- Kernwapens. Een probleem van goed en kwaad (Verhandelingen der K.V.H.U. ; 480), 1962.
- "Geschiedenis van De Linie te boek gesteld", in De Nieuwe (11 december 1970).
- "Het einde van de Vlaamse Beweging", in Ons Erfdeel, jg. 14, nr. 2 (1970-1971).
- "De partijen hebben een kans verkeken", in De Nieuwe (21 januari 1972).
- Kernwapens voor Europa (Aktueel ; 1), 1983.
- De Nieuwe Orde (Aktueel ; 3), 1983.
- De redding van Grenada (Aktueel ; 5), 1984.
- Herinneringen aan oorlog en repressie (Aktueel ; 14), 1985.
- Essay over de krisis (Aktueel ; 18), 1986.
- Gedaan met geven en toegeven, 1990.
- Essay over de toekomst van Vlaanderen, 1992.